# Hanafi Bastan
 Hanafi Bastan  (en árabe: حنفي بسطان‎), a veces transliterado como Bstan (El Cairo, 6 de enero de 1922 - 13 de noviembre de 1995), fue un futbolista egipcio, se desempeñaba como defensa central.

## Carrera como jugador
Jugó 18 temporadas en el Zamalek Sporting Club de El Cairo. Concretamente desde la 1940-41, hasta la 1957-58. Con este equipo ganó 7 copas de Egipto, dos de ellas, la de 1943 y la de 1958, compartidas con el máximo rival de su club, el Al-Ahly.

## Selección nacional
Con el equipo de fútbol de Egipto, disputa la olimpiada de Helsinki en 1952, jugando 2 encuentros y llegando hasta las semifinales.
Con la selección nacional ganó la 1.ª edición de la Copa Africana de Naciones disputada en Sudán en 1957, jugando la final.

### Participaciones internacionales
| Año                            | Sede      | Resultado      |
| ------------------------------ | --------- | -------------- |
| Olimpiadas de Helnsiki 1952    | Finlandia | Semifinalistas |
| Copa Africana de Naciones 1957 | Sudán     | Campeón        |

## Clubes
| Club    | País   | Año       |
| ------- | ------ | --------- |
| Zamalek | Egipto | 1940-1958 |

## Palmarés

### Copas nacionales
| Título           | Equipo  | País   | Año         |
| ---------------- | ------- | ------ | ----------- |
| Copa de Egipto   | Zamalek | Egipto | 1940-1941   |
| Copa de Egipto * | Zamalek | Egipto | 1942-1943 * |
| Copa de Egipto   | Zamalek | Egipto | 1943-1944   |
| Copa de Egipto   | Zamalek | Egipto | 1951-1952   |
| Copa de Egipto   | Zamalek | Egipto | 1954-1955   |
| Copa de Egipto   | Zamalek | Egipto | 1956-1957   |
| Copa de Egipto * | Zamalek | Egipto | 1957-1958 * |

| * Trofeos compartidos con el Al-Ahly en ambas ocasiones. |

### Copas internacionales
| Título                    | Equipo | País  | Año  |
| ------------------------- | ------ | ----- | ---- |
| Copa Africana de Naciones | Egipto | Sudán | 1957 |